# Atwood (Pennsilvània)
Atwood és una població dels Estats Units a l'estat de Pennsilvània. Segons el cens del 2000 tenia 112 habitants.

## Demografia
Segons el cens del 2000, Atwood tenia 112 habitants, 42 habitatges, i 34 famílies. La densitat de població era de 20,6 habitants per quilòmetre quadrat.
Dels 42 habitatges en un 38,1% hi vivien nens de menys de 18 anys, en un 69% hi vivien parelles casades, en un 9,5% dones solteres, i en un 19% no eren unitats familiars. En el 19% dels habitatges hi vivien persones soles el 7,1% de les quals corresponia a persones de 65 anys o més que vivien soles. El nombre mitjà de persones vivint en cada habitatge era de 2,67 i el nombre mitjà de persones que vivien en cada família era de 3,06.
Per edats la població es repartia de la següent manera: un 25% tenia menys de 18 anys, un 7,1% entre 18 i 24, un 34,8% entre 25 i 44, un 20,5% de 45 a 60 i un 12,5% 65 anys o més.
L'edat mediana era de 39 anys. Per cada 100 dones de 18 o més anys hi havia 90,9 homes.
La renda mediana per habitatge era de 28.750 $ i la renda mediana per família de 29.750 $. Els homes tenien una renda mediana de 35.625 $ mentre que les dones 12.188 $. La renda per capita de la població era de 12.026 $. Entorn del 18,2% de les famílies i el 10,6% de la població estaven per davall del llindar de pobresa.

## Poblacions més properes
El següent diagrama mostra les poblacions més properes.